# اوشین (فیلم ۲۰۱۳)
اوشین (به ژاپنی: おしん) اقتباسی سینمایی است از درام تلویزیونی اوشین (سال‌های دور از خانه) که از شبکۀ ان‌اچ‌کی ژاپن پخش می‌شد. این فیلم در اکتبر ۲۰۱۳ اکران شد. تمرکز اصلی این فیلم روی دوران کودکی اوشین است و رشد او در آن دوران سخت را نمایش می‌دهد. اصل داستان از همان فیلمنامه‌ای است که سوگاکو هاشیدا برای نسخۀ تلویزیونی آن (سال‌های دور از خانه یا اوشین) نوشته بود اما برخی قصه‌ها هم به آن اضافه شده است.
فیلمبرداری این اثر در هشتم فوریه ۲۰۱۳ در شهرک سینمایی شونای و تسوروکا در یاماگاتا آغاز و سوم آوریل ۲۰۱۳ پایان یافت.

## بازیگران
- کُکُنه هامادا: اوشین (این بازیگر خردسال از میان ۲۵۰۰ کودک دیگر که برای این نقش تست داده بودند انتخاب شد)
- آیا اوئتو: فوجی (مادر اوشین)
- آیاکو کوبایاشی: مینُ یاشیروی کوچک (مادر کایو) (او در سریال، نقش کودکی اوشین را بازی می‌کرد)
- یاشیروی بزرگ (و مدیر کاگایا) (او در سریال، نقش مادر اوشین را ایفا می‌کرد)
- جیتسوکو یوشیمورا: مادربزرگ اوشین
- شینُسوکه میتسوشیما: شونساکو